# Finnischer Fußballpokal 1988
Der Finnische Fußballpokal 1988 (finnisch Suomen Cup 1988) war die 34. Austragung des finnischen Pokalwettbewerbs. Er wurde vom finnischen Fußballverband ausgetragen. Das Finale fand am 15. Oktober 1988 im Olympiastadion Helsinki statt.
Pokalsieger wurde Haka Valkeakoski. Das Team setzte sich im Finale gegen Oulun Työväen Palloilijat durch und qualifizierte sich damit für den Europapokal der Pokalsieger. Für OTP war es insgesamt die dritte Finalniederlage und die zweite in Folge. Titelverteidiger Kuusysi Lahti war in der 6. Runde gegen den späteren Finalisten ausgeschieden.
Alle Begegnungen wurden in einem Spiel ausgetragen. Bei unentschiedenem Ausgang wurde das Spiel um zweimal 15 Minuten verlängert. Stand danach kein Sieger fest, folgte ein Elfmeterschießen.

## Teilnehmende Teams
Die Teilnahme war freiwillig. Insgesamt 273 Mannschaften hatten für den Pokalwettbewerb gemeldet. Wie von 1979 bis 1983 nahmen in der zweigeteilten 1. Runde einerseits 226 Teams der unteren Ligen, sowie separat 24 Vereine der ersten und zweiten Liga und 8 Mannschaften der dritten Liga (3 Ost, 4 Nord, 1 West) teil. Deren Sieger stiegen erst wieder in der 5. Runde ein. In der zweiten Runde kamen noch 15 Mannschaften aus der dritten bis fünften Liga dazu.
| Runde         | Zugänge    | Sieger der letzten Runde | Spiele / Sieger |
| ------------- | ---------- | ------------------------ | --------------- |
| 1. Runde      | 032 * 2260 | –                        | 016 * 1130      |
| 2. Runde      | 15         | 1130                     | 64              |
| 3. Runde      | –          | 64                       | 32              |
| 4. Runde      | –          | 32                       | 16              |
| 5. Runde      | –          | 16 016 *                 | 16              |
| 6. Runde      | –          | 16                       | 08              |
| Viertelfinale | –          | 08                       | 04              |
| Halbfinale    | –          | 04                       | 02              |
| Finale        | –          | 02                       | 01              |
| Gesamt        | 2730       |                          | 2720            |

## 1. Runde
|                                 | Ergebnis              |                                 |
| ------------------------------- | --------------------- | ------------------------------- |
| Mestaruussarja und I divisioona |                       |                                 |
| Äänekosken Huima                | 1:2                   | Kuusysi Lahti                   |
| Ekenäs IF                       | 2:0                   | ABK-48 Vaasa                    |
| Grankulla IFK                   | 2:0                   | Kuopion Elo                     |
| Kajaanin Palloilijat            | 1:2                   | Lauritsalan Työväen Palloilijat |
| Kokkolan Palloveikot            | 0:5                   | Kemin Palloseura                |
| Kontulan Urheilijat             | 3:1 n. V.             | Ilves Tampere                   |
| Valkeakosken Koskenpojat        | 0:3                   | HJK Helsinki                    |
| Joutsenon Kullervo              | 1:0                   | Tampereen Pallo-Veikot          |
| Kuopion PS                      | 1:0                   | Turku PS                        |
| Myllykosken Pallo -47           | 2:1                   | Koparit Kuopio                  |
| Vantaan Pallo-70                | 2:4                   | FF Jaro                         |
| Porin Pallo-Toverit             | 2:1                   | FinnPa Helsinki                 |
| Rovaniemi PS                    | 0:1                   | Oulun Työväen Palloilijat       |
| TP-55 Seinäjoki                 | 0:3                   | Lahden Reipas                   |
| Turun Toverit                   | 0:1 n. V.             | Mikkelin Palloilijat            |
| Vaasan PS                       | 1:2 n. V.             | Haka Valkeakoski                |
| Andere Clubs                    |                       |                                 |
| Toivalan Urheilijat             | 3:2 n. V.             | Säynätsalon Riento              |
| Tohmajärven Urheilijat          | 1:6                   | Juuan Palloseura                |
| Outokummun Pallo                | 2:3                   | Karelian Pallo                  |
| Savitaipaleen Urheilijat        | 3:1                   | Haminan Pallo-Kissat            |
| Hiirolan Haka                   | 0:4                   | Savonlinnan Työväen Palloseura  |
| Haukivuoren Pallo               | 3:3 n. V. (2:4 i. E.) | Mäntyharjun Jäntevä             |
| Loviisan Tor                    | 1:5                   | Kumu-Peikot Kuusankoski         |
| Aavasaksan Urheilijat           | 1:2                   | Oulun Heitto                    |
| Raahen Ponnistus                | 1:6                   | Oulun Palloseura                |
| Pyhännän Palloseura             | 03:0 1                | Oulun Peli-Veikot               |
| Paltamon Jyry                   | 1:6                   | Pateniemen Vesa                 |
| Pellon Ponsi                    | 3:1                   | Rovaniemen Sinetän Nuorisoseura |
| Tornion Wentit                  | 2:1                   | Pasmajärven Palloilijat         |
| Isokylän Pallo-Pojat            | 0:3                   | Rovaniemen Reipas               |
| Leppäveden Leppä                | 0:8                   | Jämsän Pallo                    |
| Jyväskylän Pallokerho           | 0:1                   | Vaajakosken Kuohu               |
| Haapamäen Pallo-Pojat           | 0:8                   | Jyväskylän Palloilijat-77       |
| Härmeenlinnan Palloilijat       | 00:10                 | FC Reipas                       |
| Vammalan Palloseura             | 0:3                   | Hämeenlinnan Pallokerho         |
| Forssan Alku                    | 1:2 n. V.             | Toijalan Pallo -49              |
| Taalintehtaan Jäntevä           | 0:7                   | Euran Pallo                     |
| Raision Palloseura              | 1:0                   | Musan Salama                    |
| Eurajoen Pallo                  | 2:2 n. V. (3:4 i. E.) | Toejoen Veikot                  |
| Pihlavan Tyoväen Urheilijat     | 0:4                   | Rauman Pallo                    |
| Veijarit Turku                  | 0:1                   | Pargas IF                       |
| HaHa Salo                       | 2:3                   | Paimion Haka                    |
| Kimito SF                       | 1:3                   | Rauman Työväen Unheilijat       |
| Hirvensalon Heitto              | 0:7                   | Turun Pallo                     |
| Paltsarit Tampere               | 6:0                   | Nastolan Nopsa                  |
| Kanavan Pallo-80                | 3:0                   | Mäntsälän Urheilijat            |
| Vaasan Pallo-Veikot             | 1:4                   | Lappfjärds BK                   |
| Vähänkyron Viesti               | 1:4                   | IF Närpes Kraft                 |
| Töölön Vesa                     | 2:7                   | Kontulan Urheilijat -72         |
| FC Ogeli                        | 0:6                   | Helsingin Ponnistusc            |
| Hopsi Helsinki                  | 3:0                   | Trikiinit Helsinki              |
| Hangö AIK                       | 0:3                   | Kiffen Ungdom Helsinki          |
| FC Grani Rowdies                | 3:2                   | IF Gnistan                      |
| Laajasalon Palloseura           | 0:4                   | Malmin Palloseura               |
| Järvenpään PS                   | 0:3                   | Lohjan Pallo                    |
| Ylis-78 Puotila                 | 1:3                   | Keravan Pallo-75                |
| Tolkis BK                       | 2:1 n. V.             | Pirkkalan Viri                  |
| Tampereen-Viipurin Ilves Kissat | 1:3                   | Tervakosken Pato                |
| Nekalan Pallo                   | 3:2                   | Messukylän Toverit              |
| Sääksjärven Loiske              | 1:2                   | Nokian Pyry JK                  |
| Tammer Futis                    | 1:0                   | Urjalan Palloseura              |
| Tampereen Palloilijat           | 1:3                   | Hämeenlinnan Härmä              |
| Riihimäen Palloseura            | 6:0                   | MustaPee Tampere                |
| Lahden City Stars               | 2:8                   | PS-44 Valkeakoski               |
| Pitäjänmäen Tarmo               | 1:0                   | Nummelan Palloseura             |
| Zenith Myllypuro                | 1:6                   | Hyvinkään Apollo                |
| Helsingin Kullervo              | 0:7                   | Esbo BK                         |
| Helsingin Johanneksen Dynamo    | 4:7                   | Suurmetsän Urheilijat           |
| IF Sibbo-Vargarna               | 1:5                   | Team Grani Kauniainen           |
| Mukosken Urheilijat             | 0:8                   | Helsingfors IFK                 |
| Käpylän Urheilu-Veikot          | 03:0 2                | FC Vantaa                       |
| Huuhan Pallo                    | 00:10                 | Käpylän Pallo                   |
| Kaustinen Pohjan-Veikot         | 6:0                   | Pensala Ungdömsförening         |
| Jalasjärven Jalas               | 2:3                   | Lapuan Virkiä                   |
| SK Unitas Helsinki              | 0:1                   | Petalax IK                      |
| Kannuksen Ura                   | 0:8                   | Kokkolan PS                     |
| Oulaisten Huima                 | 0:2                   | NoStars Kokkola                 |
| Sepsi-78 Seinäjoki              | 1:4                   | Gamlakarleby BK                 |
| Teuvan Pallo                    | 1:3                   | IF Hoppet 46                    |
| Lapuan Palloseura               | 1:4                   | Vasa IFK                        |
| Karhulan Peli-Karhut            | 2:0                   | Kotkan Työväen Palloilijat      |
| Imatran Pallo-Salamat           | 0:4                   | Mikkelin Kissat                 |
| Joutseno United                 | 0:8                   | Lappeenrannan Pallo             |
| FC Kotka                        | 0:4                   | Sudet Kouvola                   |
| Puotinkylän Valtti              | 2:4                   | Tikkurilan PS                   |
| Rastafarian Club Helsinki       | 0:2                   | FC Honka Espoo                  |
| Itä-Helsingin Raketit           | 2:0                   | Oulun Tarmo                     |
| Malmin Pallo                    | 0:2                   | Helsingin Palloseura            |
| Hovsalan BK                     | 18:00                 | Vetelin Urheilijat              |
| Jakobstads Into                 | 1:3                   | Nykarleby IK                    |
| Pelimiehet Oulu                 | 4:0                   | Rovaniemen Työväen Palloilijat  |
| Haukiputaan Veikot              | 0:3 3                 | Rovaniemen Pallo                |
| Iltatähti Oulu                  | 2:1                   | Kajaanin Haka                   |
| Pellon Toverit                  | 0:3 4                 | Rovaniemen Lappi                |
| FC Canon Helsinki               | 1:0                   | Hyvinkään Palloseura            |
| Väiski-67 Helsinki              | 2:1                   | PK-50 Vantaa                    |
| Järvenpään-83 PS                | 2:7                   | Leppävaaran Pallo               |
| Rajamäen Kehitys                | 3:4                   | FC Kiffen 08 Helsinki           |
| Karakallion Pallo               | 4:0                   | FC Topparit                     |
| Porvoon Weikot                  | 0:8                   | Helsingin Pallo-Pojat           |
| Karkkilan Urheilijat            | 4:5                   | Porvoon Akilles                 |
| BK-46 Karis                     | 0:2                   | Hangö IK                        |
| Suolahden Urho                  | 2:1                   | JeSP Pallokaverit               |
| Lievestuoren Toive              | 00:11                 | Jyväskylän Seudun PS            |
| Nilsiän Pallo-Haukat            | 1:1 n. V. (3:1 i. E.) | Savon Pallo                     |
| Kontio Kolari                   | 0:2                   | Sääksmäen Sopu                  |
| Karihaaran Visan Pallo          | 4:2                   | Sallan Palloseura               |
| Oulun Pallo-Pojat               | 2:4 n. V.             | Kemin Pallotoverit-85           |
| Tornion Pallo -47               | 1:2                   | Oulun Luistinseura              |
| Kokemäen Kova-Väki              | 1:3                   | Nagu IF                         |
| Tarvasjoen Urheilijat           | 0:3 5                 | IFK Marienhamn                  |
| Piikkiön Palloseura             | 1:4 n. V.             | Naantalin VG-62                 |
| Turun Pallokerho                | 1:5                   | IF Finströms Kamraterna         |
| Uudenkaupungin Roima            | 5:0                   | Perniön Urheilijat              |
| Ruosniemen Visa                 | 0:6                   | Salon Palloilijat               |
| Ihoden Kiri                     | 4:1                   | Kiteen Urheilijat               |
| Salamanterit Satakunta          | 2:4                   | Uotilan Työväen Urheilijat      |
| Ilves-Pallo Tampere             | 2:1                   | RRR Tampere                     |
| Dynamo Valkeakoski              | 2:0                   | Heinolan Palloseura             |
| Viialan Peli-Veikot             | 0:4                   | Seiskat Lahti                   |
| Tampereen Kisa-Toverit          | 1:0                   | Lahden Työväen Palloilijat      |
| Lammin Veto                     | 3:2                   | Liipolan Kisa                   |
| Iittalan Pallo                  | 3:2                   | Akaan Pallo                     |
| Suurmäen Pallo                  | 1:4                   | PP-70 Tampere                   |
| FC Myllykosken Pallo -86        | 2:0                   | Myllykosken Toverit             |
| Purha Inkeroinen                | 5:1                   | Kotkan PS                       |
| Uus-Lavolan Peli-Pojat          | 0:5                   | Porrassalmen Urheilijat -62     |
| Kalliosuon Sisu                 | 4:3                   | FC Nurmes                       |
| Lehmon Pallo-77                 | 0:2                   | Rantakylän Pelo-Toverit         |

## 2. Runde
|                           | Ergebnis              |                                |
| ------------------------- | --------------------- | ------------------------------ |
| Toivalan Urheilijat       | 2:4                   | Kuipion SC                     |
| Juuan Palloseura          | 0:1                   | Karelian Pallo                 |
| Savitaipaleen Urheilijat  | 1:2                   | Savonlinnan Työväen Palloseura |
| Mäntyharjun Jäntevä       | 00:11                 | Kumu-Peikot Kuusankoski        |
| Oulun Heitto              | 2:4                   | Oulun Palloseura               |
| Pyhännän Palloseura       | 2:3                   | Pateniemen Vesa                |
| Vaalan Pallo -88          | 0:2                   | Pellon Ponsi                   |
| Tornion Wentit            | 0:4                   | Rovaniemen Reipas              |
| Rautavaaran Raiku         | 1:2                   | Jämsän Pallo                   |
| Vaajakosken Kuohu         | 0:3                   | Jyväskylän Palloilijat-77      |
| Janakkalan Pallo          | 3:4                   | FC Reipas                      |
| Hämeenlinnan Pallokerho   | 2:2 n. V. (5:6 i. E.) | Toijalan Pallo -49             |
| Porin Palloilijat         | 1:0                   | ÅIFK Turku                     |
| Euran Pallo               | 2:0                   | Raision Palloseura             |
| Jämsänkosken Ilves        | 2:1                   | Ruskon Pallo -67               |
| Toejoen Veikot            | 0:6                   | Rauman Pallo                   |
| Pargas IF                 | 0:2                   | Paimion Haka                   |
| Rauman Työväen Unheilijat | 00:12                 | Turun Pallo                    |
| Paltsarit Tampere         | 7:1                   | Kanavan Pallo-80               |
| Lappfjärds BK             | 0:1                   | IF Närpes Kraft                |
| Kontulan Urheilijat -72   | 2:2 n. V. (5:3 i. E.) | Helsingin Ponnistus            |
| Hopsi Helsinki            | 2:6                   | Kiffen Ungdom Helsinki         |
| FC Grani Rowdies          | 2:2 n. V. (4:2 i. E.) | Malmin Palloseura              |
| Lohjan Pallo              | 3:2                   | Keravan Pallo-75               |
| Tammerfors BK             | 1:2                   | Tervakosken Pato               |
| Nekalan Pallo             | 1:8                   | Nokian Pyry JK                 |
| Tammer Futis              | 2:2 n. V. (5:3 i. E.) | Hämeenlinnan Härmä             |
| Riihimäen Palloseura      | 1:7                   | PS-44 Valkeakoski              |
| Pitäjänmäen Tarmo         | 1:6                   | Hyvinkään Apollo               |
| Esbo BK                   | 3:1                   | Suurmetsän Urheilijat          |
| Team Grani Kauniainen     | 0:2                   | Helsingfors IFK                |
| Käpylän Urheilu-Veikot    | 1:2                   | Käpylän Pallo                  |
| Kaustinen Pohjan-Veikot   | 0:0 n. V. (5:4 i. E.) | Lapuan Virkiä                  |
| Petalax IK                | 2:1                   | Kokkolan PS                    |
| NoStars Kokkola           | 0:3 n. V.             | Gamlakarleby BK                |
| IF Hoppet 46              | 1:2                   | Vasa IFK                       |
| Karhulan Peli-Karhut      | 4:0                   | Mikkelin Kissat                |
| Lappeenrannan Pallo       | 2:1                   | Sudet Kouvola                  |
| Tikkurilan PS             | 2:1                   | FC Honka Espoo                 |
| Itä-Helsingin Raketit     | 1:5                   | Helsingin Palloseura           |
| Seinäjoki Sepsit          | 0:1                   | Hovsalan BK                    |
| Oravais IF                | 1:3                   | Nykarleby IK                   |
| Pelimiehet Oulu           | 6:1                   | Rovaniemen Pallo               |
| Iltatähti Oulu            | 1:3                   | Rovaniemen Lappi               |
| FC Canon Helsinki         | 3:0                   | Väiski-67 Helsinki             |
| Leppävaaran Pallo         | 2:0                   | FC Kiffen 08 Helsinki          |
| Karakallion Pallo         | 0:3                   | Helsingin Pallo-Pojat          |
| Porvoon Akilles           | 1:5                   | Hangö IK                       |
| Suolahden Urho            | 2:1                   | Vaajakosken Pallo              |
| Jyväskylän Seudun PS      | 1:2                   | Nilsiän Pallo-Haukat           |
| Sodankylän Pallo          | 0:5                   | Karihaaran Visan Pallo         |
| Kemin Pallotoverit-85     | 0:3                   | Oulun Luistinseura             |
| Nagu IF                   | 0:2                   | IFK Marienhamn                 |
| Naantalin VG-62           | 0:2                   | IF Finströms Kamraterna        |
| Uudenkaupungin Roima      | 1:0                   | Salon Palloilijat              |
| Ihoden Kiri               | 0:9                   | Uotilan Työväen Urheilijat     |
| Ilves-Pallo Tampere       | 1:2                   | Dynamo Valkeakoski             |
| Seiskat Lahti             | 3:0                   | Tampereen Kisa-Toverit         |
| Lammin Veto               | 1:3                   | Iittalan Pallo                 |
| Orimattilan Pedot         | 0:2                   | PP-70 Tampere                  |
| FC Myllykosken Pallo -86  | 3:0                   | Rantasalmen Urheilijat         |
| Purha Inkeroinen          | 0:3                   | Porrassalmen Urheilijat -62    |
| Kalliosuon Sisu           | 1:4                   | Rantakylän Pelo-Toverit        |
| Pallo-Kerho 37            | 6:0                   | Vehkan Veto                    |

## 3. Runde
|                                | Ergebnis              |                             |
| ------------------------------ | --------------------- | --------------------------- |
| Kuipion SC                     | 5:1                   | Karelian Pallo              |
| Savonlinnan Työväen Palloseura | 0:2                   | Kumu-Peikot Kuusankoski     |
| Oulun Palloseura               | 5:1                   | Pateniemen Vesa             |
| Pellon Ponsi                   | 0:2                   | Rovaniemen Reipas           |
| Jämsän Pallo                   | 0:4                   | Jyväskylän Palloilijat-77   |
| FC Reipas                      | 3:7 n. V.             | Toijalan Pallo -49          |
| Porin Palloilijat              | 1:0                   | Euran Pallo                 |
| Jämsänkosken Ilves             | 1:7                   | Rauman Pallo                |
| Paimion Haka                   | 2:4 n. V.             | Turun Pallo                 |
| Paltsarit Tampere              | 1:2                   | IF Närpes Kraft             |
| Kontulan Urheilijat -72        | 1:2                   | Kiffen Ungdom Helsinki      |
| FC Grani Rowdies               | 1:6                   | Lohjan Pallo                |
| Tervakosken Pato               | 2:1 n. V.             | Nokian Pyry JK              |
| Tammer Futis                   | 0:4                   | PS-44 Valkeakoski           |
| Hyvinkään Apollo               | 1:5                   | Esbo BK                     |
| Helsingfors IFK                | 1:2                   | Käpylän Pallo               |
| Kaustinen Pohjan-Veikot        | 2:1                   | Petalax IK                  |
| Gamlakarleby BK                | 3:2                   | Vasa IFK                    |
| Karhulan Peli-Karhut           | 0:3                   | Lappeenrannan Pallo         |
| Tikkurilan PS                  | 1:3                   | Helsingin Palloseura        |
| Hovsalan BK                    | 1:2                   | Nykarleby IK                |
| Pelimiehet Oulu                | 3:1                   | Rovaniemen Lappi            |
| FC Canon Helsinki              | 1:7                   | Leppävaaran Pallo           |
| Helsingin Pallo-Pojat          | 1:1 n. V. (5:6 i. E.) | Hangö IK                    |
| Suolahden Urho                 | 2:5                   | Nilsiän Pallo-Haukat        |
| Karihaaran Visan Pallo         | 0:5                   | Oulun Luistinseura          |
| IFK Marienhamn                 | 7:0                   | IF Finströms Kamraterna     |
| Uudenkaupungin Roima           | 1:2                   | Uotilan Työväen Urheilijat  |
| Dynamo Valkeakoski             | 2:4                   | Seiskat Lahti               |
| Iittalan Pallo                 | 1:4                   | PP-70 Tampere               |
| FC Myllykosken Pallo -86       | 1:3                   | Porrassalmen Urheilijat -62 |
| Rantakylän Pelo-Toverit        | 2:8                   | Pallo-Kerho 37              |

## 4. Runde
|                             | Ergebnis              |                            |
| --------------------------- | --------------------- | -------------------------- |
| Kuipion SC                  | ?:?                   | Kumu-Peikot Kuusankoski    |
| Oulun Palloseura            | 0:2                   | Rovaniemen Reipas          |
| Jyväskylän Palloilijat-77   | 3:1                   | Toijalan Pallo -49         |
| Porin Palloilijat           | 1:2                   | Rauman Pallo               |
| Turun Pallo                 | 1:1 n. V. (3:1 i. E.) | IF Närpes Kraft            |
| Kiffen Ungdom Helsinki      | 2:0 n. V.             | Lohjan Pallo               |
| Tervakosken Pato            | 1:0                   | PS-44 Valkeakoski          |
| Esbo BK                     | ?:?                   | Käpylän Pallo              |
| Kaustinen Pohjan-Veikot     | 1:5                   | Gamlakarleby BK            |
| Lappeenrannan Pallo         | 11:00                 | Helsingin Palloseura       |
| Nykarleby IK                | 4:3                   | Pelimiehet Oulu            |
| Leppävaaran Pallo           | 2:3                   | Hangö IK                   |
| Nilsiän Pallo-Haukat        | 0:2                   | Oulun Luistinseura         |
| IFK Marienhamn              | 4:2                   | Uotilan Työväen Urheilijat |
| Seiskat Lahti               | 1:2                   | PP-70 Tampere              |
| Porrassalmen Urheilijat -62 | 2:3 n. V.             | Pallo-Kerho 37             |

## 5. Runde
|                                 | Ergebnis              |                           |
| ------------------------------- | --------------------- | ------------------------- |
| Ekenäs IF                       | 1:7                   | Myllykosken Pallo -47     |
| Gamlakarleby BK                 | 0:2                   | Kuopion PS                |
| Hangö IK                        | 0:5                   | Porin Pallo-Toverit       |
| IFK Mariehamn                   | 1:4                   | Grankulla IFK             |
| Kiffen Ungdom Helsinki          | 0:6                   | Lahden Reipas             |
| Joutsenon Kullervo              | 0:2                   | Mikkelin Palloilijat      |
| Kumu-Peikot Kuusankoski         | 0:1                   | Haka Valkeakoski          |
| Lauritsalan Työväen Palloilijat | 0:1                   | Kuusysi Lahti             |
| Oulun Luistinseura              | 0:0 n. V. (6:5 i. E.) | Kemin Palloseura          |
| Nykarleby IK                    | 1:8                   | Oulun Työväen Palloilijat |
| Pallo-Kerho 37                  | 1:3                   | FF Jaro                   |
| Lappeenrannan Pallo             | 1:5                   | HJK Helsinki              |
| Tervakosken Pato                | 2:8                   | Esbo BK                   |
| PP-70 Tampere                   | 1:1 n. V. (4:2 i. E.) | Kontulan Urheilijat       |
| Rauman Pallo                    | 1:0 n. V.             | Turun Pallo               |
| Rovaniemen Reipas               | 0:3                   | Jyväskylän Palloilijat-77 |

## 6. Runde
|                     | Ergebnis  |                           |
| ------------------- | --------- | ------------------------- |
| Esbo BK             | 1:3       | Kuopion PS                |
| Haka Valkeakoski    | 4:1       | Jyväskylän Palloilijat-77 |
| HJK Helsinki        | 0:1       | Mikkelin Palloilijat      |
| Grankulla IFK       | 2:0       | Myllykosken Pallo -47     |
| Kuusysi Lahti       | 0:1       | Oulun Työväen Palloilijat |
| PP-70 Tampere       | 0:4       | FF Jaro                   |
| Porin Pallo-Toverit | 2:1 n. V. | Oulun Luistinseura        |
| Rauman Pallo        | 0:2       | Lahden Reipas             |

## Viertelfinale
|                           | Ergebnis  |                      |
| ------------------------- | --------- | -------------------- |
| Haka Valkeakoski          | 3:0 n. V. | Lahden Reipas        |
| Grankulla IFK             | 4:0       | FF Jaro              |
| Kuopion PS                | 1:0       | Mikkelin Palloilijat |
| Oulun Työväen Palloilijat | 6:0       | Porin Pallo-Toverit  |

## Halbfinale
|                  | Ergebnis              |                           |
| ---------------- | --------------------- | ------------------------- |
| Haka Valkeakoski | 2:2 n. V. (4:3 i. E.) | Kuopion PS                |
| Grankulla IFK    | 0:1                   | Oulun Työväen Palloilijat |

## Finale
| Paarung                   | Haka Valkeakoski – Oulun Työväen Palloilijat |
| Ergebnis                  | 1:0 (0:0) |
| Datum                     | 15. Oktober 1988 um 14:00 Uhr (13:00 Uhr MEZ) |
| Stadion                   | Olympiastadion, Helsinki |
| Zuschauer                 | 3.504 |
| Schiedsrichter            | Kimo Keltanen |
| Tore                      | 1:0 András Szebegyinszki (82.) |
| Haka Valkeakoski          | Olavi Huttunen – Reijo Vuorinen, Heikki-Jussi Laine, Ilkka Mäkelä, Rami Nieminen (71. Kari Korkea-aho) – Petter Setälä, Petri Järvinen, Jarmo Kujanpää – Jarl Lindfors (41. András Szebegyinszki), Sandor Lörincz, Ari Valvee |
| Oulun Työväen Palloilijat | Pekka Männistö – Hannu Annunen (66. Juha Äijälä), Jarmo Köykka, Raimo Kauppi, Mikko Pietilä – Reijo Timonen, Aki Lahtinen, Teuvo Palkki – Ari Granroth (46. Esa Saajanto), Mauri Holappa, Mirosław Sajewicz                   |